# Pete Brown (Songwriter)

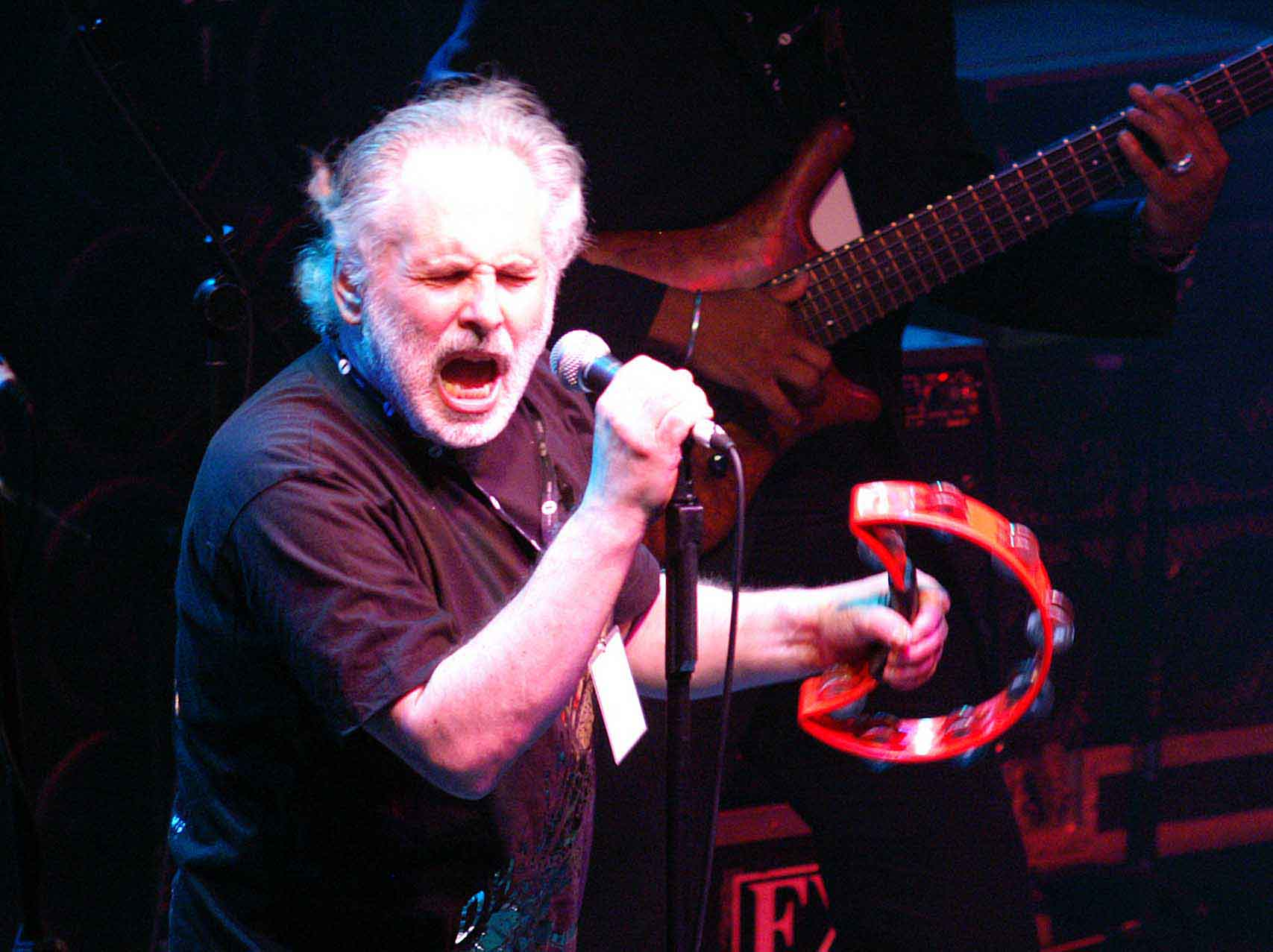
Pete Brown (2005)

Peter Constantine Brown (* 25. Dezember 1940 in Ashtead, Surrey; † 19. Mai 2023 in Hastings, East Sussex) war ein britischer Dichter und Songtexter, der auch als Sänger hervortrat. Er schrieb die Songtexte zu den Cream-Klassikern I Feel Free, SWLABR, White Room und Sunshine of Your Love.

## Biographie
Bereits im Alter von 14 Jahren veröffentlichte Brown sein erstes Gedicht; später war er Mitglied der Dichterszene von Liverpool, veranstaltete Dichterlesungen in Beatnik-Clubs und setzte sich für Jazz-&-Lyrik-Programme ein. Gemeinsam mit John McLaughlin, Bassist Binky McKenzie, Schlagzeuger Laurie Allan und Perkussionist Pete Bailey gründete er die First Real Poetry Band. Gemeinsam mit Jack Bruce schrieb er eine Reihe von Songs, die insbesondere durch Cream bekannt wurden. Mit Chris Spedding, Butch Potter (b), George Khan (sax), Pete Bailey (b), Charlie Hart (key) und Jamie Muir (perc) gründete er The Battered Ornaments.
Daneben arbeitete er auch mit Graham Bond und textete für Colosseum, bevor er seine eigene Gruppe Pete Brown & Piblokto! mit Jim Mullen formte. Nach seiner Jazz-&-Lyrik-Platte The Not Forgotten Association und seiner My Last Band mit Gastauftritten von Spedding und Dick Heckstall-Smith zog er sich ab 1977 als Performer aus der Rock-Szene zurück. 1993 beteiligte er sich am Comebackalbum von Jack Bruce und realisierte mit Keyboarder Phil Ryan neue Eigenproduktionen. Brown war auch für den Film als Autor tätig. 2004 gründete er gemeinsam mit Mark A. J. Waters und Miran Hawke die Filmproduktionsgesellschaft Brown Waters,.
2012/13 war er bei einigen Konzerten der Hamburg Blues Band auf deren Jubiläumstour Special Guest. Danach schloss er sich Clem Clempson und Krissy Matthews an. Zudem schrieb er Texte für das Album Novum (2017) von Procol Harum.

## Gedichtbände
- 1966: Few Poems. (Migrant Press: Birmingham).
- 1969: Let ’Em Roll, Kafka. (Fulcrum: London); ISBN 0-85246-014-7.
- 1972: The Old Pals’ Act. (Allison & Busby: London); ISBN 0-85031-016-4.
- 2016: Mundane Tuesday & Freudian Saturday. (Ridgeway: Roseville, Michigan); OCLC 958865435.

## Diskografie
- 1969: Pete Brown and his Battered Ornaments A Meal You Can Shake Hands With in the Dark (Harvest)
- 1972: Pete Brown & Graham Bond Two Heads Are Better Than One
- 1973: The Not Forgotten Association (Hörbuch)
- 1977: My Last Band (Harvest)

Pete Brown & Piblokto!
- 1970: Things May Come and Things May Go but the Art School Dance Goes on Forever (Harvest)
- 1970: Thousands on a Raft (Harvest)

Pete Brown & Phil Ryan
- 1996: The Land That Cream Forgot
- 2003: Ardours of the Lost Rake
- 2003: Coals to Jerusalem
- 2010: Road of Cobras